# Portallöwe von Maraş

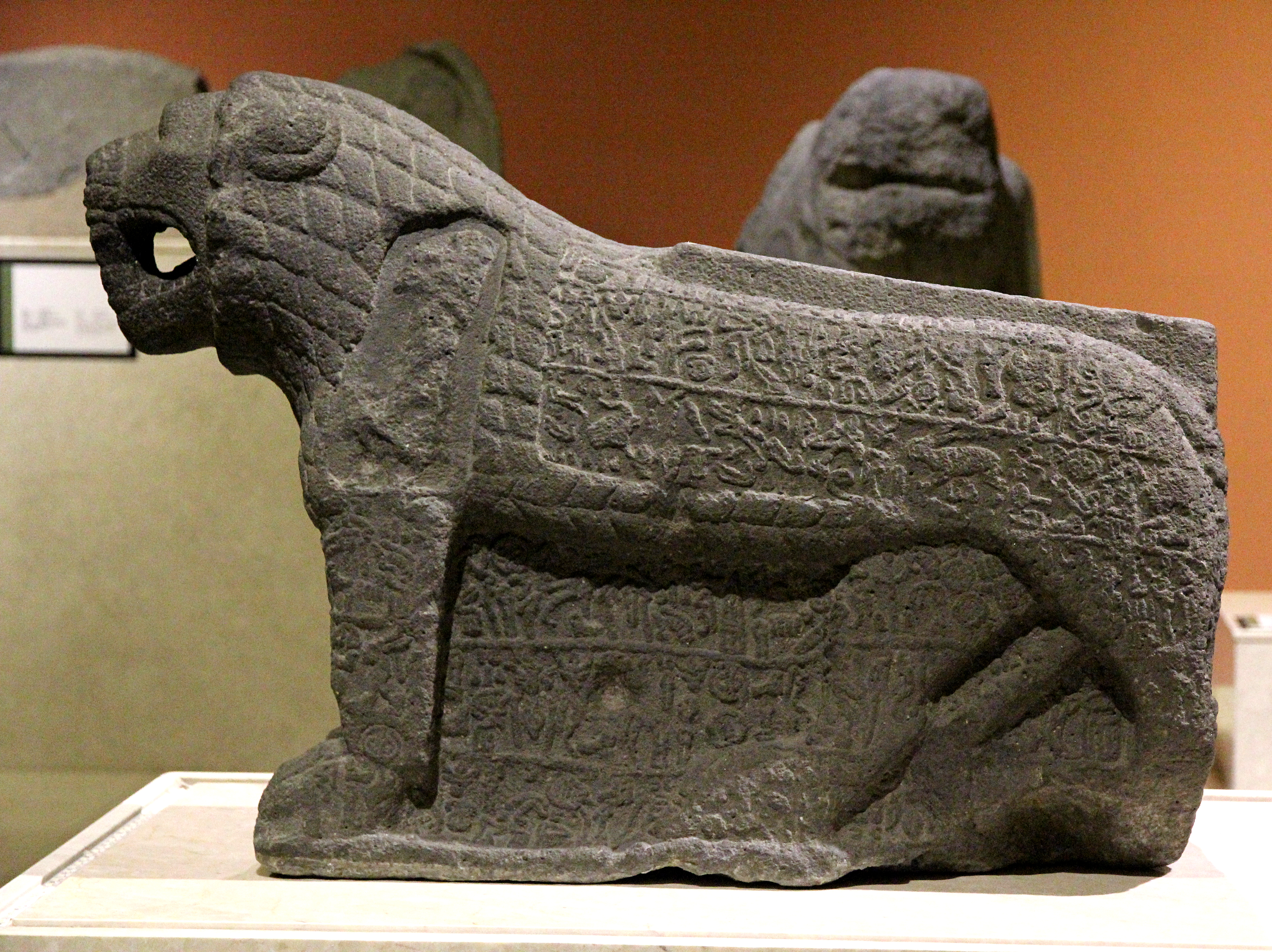
Portallöwe im Museum von Kahramanmaraş

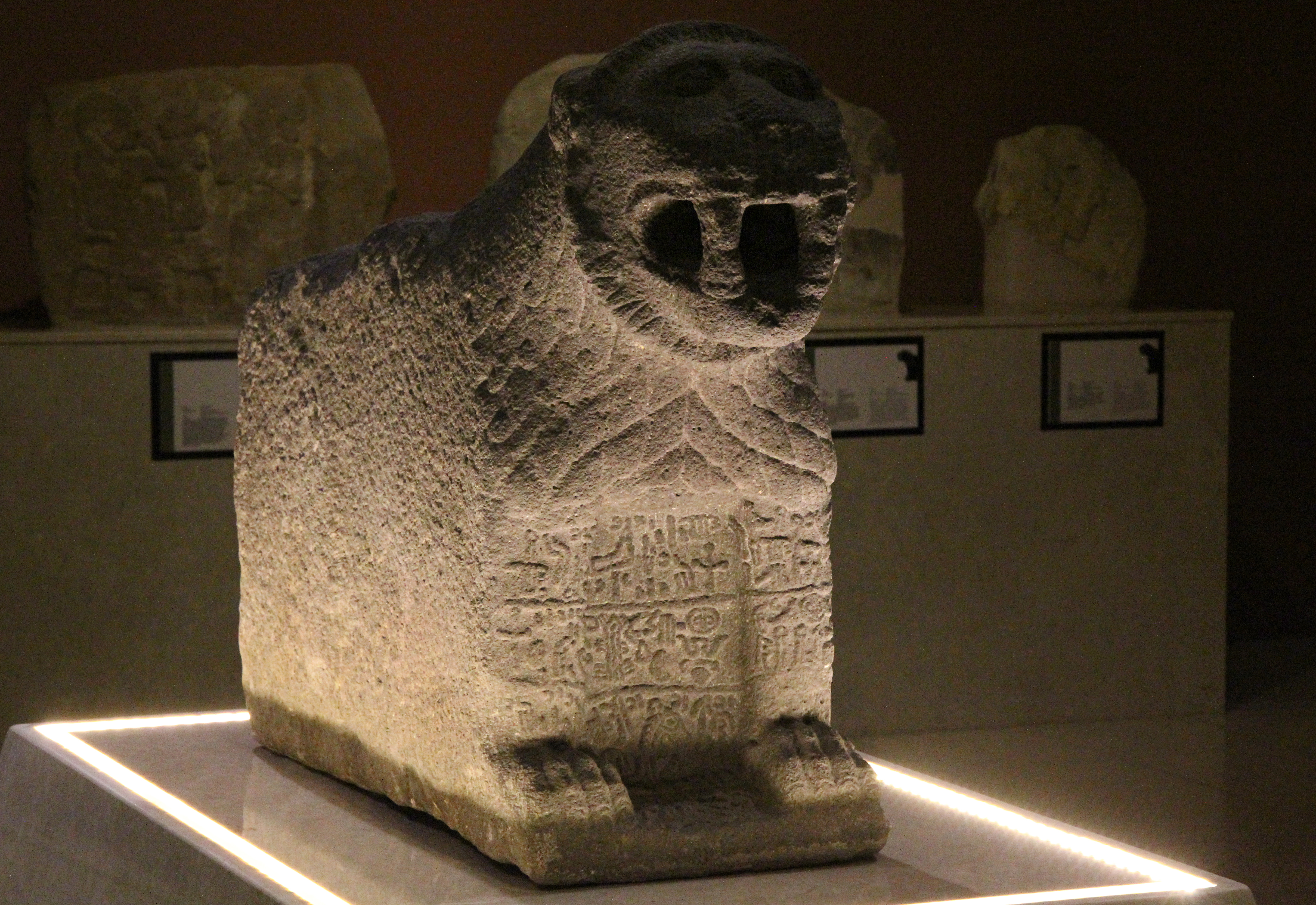
Front und rechte Seite

Der Portallöwe von Maraş ist eine späthethitische Skulptur, die 1883 auf der Zitadelle von Kahramanmaraş (früher Maraş) gefunden wurde und auf einer Seite mit einer Hieroglypheninschrift bedeckt ist. Sie trägt bei Hawkins die Bezeichnung Maraş 1, bei Orthmann ist sie als Maraş B/1 verzeichnet und ist im Archäologischen Museum Kahramanmaraş ausgestellt.

## Fund
Die Löwenfigur wurde 1883 von Carl Humann und Otto Puchstein bei ihrer Anatolienreise auf der Burg von Marʿasch, dem heutigen Kahramanmaraş, entdeckt. Ein zweiter, unbeschrifteter Löwe, der geringfügig größer war, wurde vor Ort an einem Tor der Festung belassen, die beschriftete Skulptur wurde in das Archäologische Museum nach Istanbul gebracht. Ein Gipsabdruck wurde für die Berliner Museen erstellt. Nach langjährigen Verhandlungen wurde der Löwe am 30. August 2013 auf eine Entscheidung des Ministeriums für Kultur und Tourismus (Kültür ve Turizm Bakanlığı) hin in das Archäologische Museum Kahramanmaraş verbracht. Die Skulptur wurde von zahlreichen Wissenschaftlern, darunter Ekrem Akurgal, Helmuth Theodor Bossert, John David Hawkins und Winfried Orthmann, besprochen.

## Beschreibung
Die aus Basalt gearbeitete Skulptur ist 0,41 Meter hoch, 0,73 Meter lang und 0,25 Meter dick. Sie ist in einem sehr guten Erhaltungszustand. Der Kopf des Tieres und die Vorderbeine sind als Vollplastik ausgeführt, die linke Seite erscheint durch die beschriftete Platte zwischen Füßen und Körper als Hochrelief. Die rechte Seite sowie die Rückseite neben dem linken Hinterlauf und dem Schwanz sind unbearbeitet, vermutlich wegen der einstigen Aufstellung an einer Torwand oder neben einer zweiten Figur. Diese glatte Fläche setzt sich in einer Plattform auf dem Rücken des Tieres bis zum Hals fort. Hawkins vermutet darin eine Standfläche für eine Statue.
Der runde Kopf zeigt assyrische Einflüsse. Deutlich sind Augen, Nase und Ohren zu erkennen. Das geöffnete Maul ist ringsum von einer Zahnreihe umgeben, die großen Reißzähne stoßen aufeinander. Die stilisierte Mähne reicht bis auf die Schultern und vorn zur Hälfte der Vorderbeine. Bauchhaar ist ebenfalls in rautenförmigen Büscheln zu erkennen. An den Vordertatzen sind Zehen und Krallen deutlich ausgearbeitet, auch an den Hinterläufen sind sie nebeneinander sichtbar.
Über dem linken Vorderbein ist im Bereich der Mähne eine Fläche ausgespart, auf der die stark zerstörte Figur eines auf einem Tier, vielleicht einem Löwen, stehenden Mannes zu erkennen ist. Sie könnte den Autor des Textes darstellen. Hawkins versteht sie als den Text einleitende amu-figure, wobei amu das EGO-Zeichen („Ich“) der luwischen Hieroglyphen  bezeichnet. Neben dieser Gestalt beginnt nach rechts ein sechszeiliger Hieroglyphentext, der bis zum Schwanz des Tieres weitergeht und von dort in bustrophedon-Form über den gesamten Körper des Löwen einschließlich der Beine und der dazwischen liegenden Fläche läuft. Zwischen den Vorderfüßen bricht der Text am Beginn einer siebten Zeile ab, eine Fortsetzung ist auf einem weiteren Bauteil zu vermuten, entweder auf einer auf dem Rücken stehenden Statue oder auf einem zweiten Portallöwen.
In der Inschrift stellt sich der Autor als Halparuntiyas, König von Gurgum, Sohn des Laramas, Enkel des Halparuntiyas, Urenkel des Muwatalli… vor. Er beteuert seine Loyalität zu den Göttern, insbesondere Tarhunza und Runtiya, sowie die Verehrung seiner Vorfahren und beschreibt seine Taten. Durch die Abfolge der Vorfahren konnte der Herrscher als Halparuntiyas III. identifiziert werden, König des späthethitischen Reichs von Gurgum, dessen Hauptstadt an der Stelle des heutigen Kahramanmaraş lag. Die Darstellung des Herrschers auf einem Löwen stehend deutet möglicherweise auf dessen posthume Vergöttlichung hin, sodass die Entstehungszeit in oder nach der Herrschaftszeit Halparuntiyas’ lag, somit am Ende des 9. Jahrhunderts v. Chr.